# هالدی (استونی)
هالدی (به لاتین: Haldi) یک منطقهٔ مسکونی در استونی است که در دهستان اماسته واقع شده‌است.